# Водные коммуникации майя
В этой статье описаны речные и морские коммуникации цивилизации майя. О других смотрите в статье Наземные коммуникации майя

Схема торговых путей майя

Во́дные коммуника́ции ма́йя — речные и морские пути, которые использовались мезоамериканской цивилизацией майя в торговле, мореплавании и сообщении поселений, а также вспомогательные постройки. В статье также рассматриваются лодки майя и их изготовление.

## Общая характеристика
Водные пути были эффективны тем, что не нуждались в ремонте и обслуживании. Майя были единственной индейской цивилизацией, которая освоила мореплавание. Плавали они в долблёных каноэ разной величины и могли проходить на них тысячи километров. Сами майя свои лодки называли чем.
Суда майя, на которых плавали гребцы, воины и торговцы, активно встречаются на фресках в Чичен-Ице. Как правило, каноэ майя управлялись гребцами, однако на особо крупных образцах мог размещаться треугольный парус. Одно из таких видел Берналь Диас.
Господство майя в прибрежных водах было очевидным фактом. Мореходов из Чикин-Челя называли «владыками моря», их коллег из бухты Четумаль — «стражами песков». Последние заслужили такое прозвище за то, что отбивали атаки племён мискито из Никарагуа (нападали вплоть до XVIII века), а также карибских пиратов-налётчиков.
Побережье лагуны Терминос (там находился город Шикаланго) было покрыто сетью рек, ручьёв и рукавов залива. Майя могли двигаться вдоль побережья, не выходя в открытое море, чего не могли делать испанцы со своими массивными кораблями. Внутренние водные пути майя вели к реке Усумасинте, вверх по течению которой индейские мореходы могли пробираться более чем на 300 км. Также были легко проходимы для каноэ реки Гондураса.
Морскими путями переправляли соль из солёных озёр Юкатана, где рабочие майя её добывали, прямо по рекам в Гондурас. Там загружали какао с обсидианом и плыли обратно. Всё побережье Атлантики были единой экономической зоной майя. Особые привилегии в регионе имели только торговцы из Шикаланго, принадлежащие к языковой семье науатль.
Как правило, майя плавали в прибрежных водах. Это и понятно, ведь каноэ совсем не были приспособлены для океанских путешествий, где штормы и непогода могли легко их потопить. Майя размещали специальные знамёна из перьев, чтобы лодкам было проще доплыть до берега, минуя опасные места. В Чичен-Ице можно встретить фрески с этой системой. Учёные и исследователи так и не дали окончательного ответа, была ли у майя полноценная система маяков, на которых зажигали огонь. Однако можно с уверенностью сказать, что в некоторых случаях к ней всё же прибегали. Майя при ночных путешествиях ориентировались по Полярной звезде, ведь они были умелыми астрономами.
Майя плавали на острова (например, на свою святыню Косумель), только если их было видно с побережья. Опасные течения не позволяли свободно плавать на острова Карибского бассейна, однако из-за кораблекрушений судов их племён майя знали, что там тоже живут люди и у них тоже развито мореплавание.

## Регион плаваний майя
Однако способности майя в мореходстве всё же были ограничены. Они ни разу не были на Кубе, что расположена в 260 км от их земель. Причина тому — опасное течение. Несмотря на это, индейские мореплаватели всё же доплывали до Антильских остовов. В целом, если ставить вопрос, насколько вообще далеко заплывали майя, по логичной будет цифра в 3000 миль (более чем 5550 км) по береговой линии — от Тампико на севере до острова Маргарита в 20 км от берега Венесуэлы, так как это был единственный источник жемчуга в регионе, а украшения из него были обнаружены в различных храмах, гробницах и других местах, оставшихся от цивилизации майя.
Побережье Москито от побережья Гондураса вплоть до реки Сан-Хуан в Никарагуа майя обходили стороной из-за того, что здесь легко было сесть на мель или зацепить коралловый риф.
Связи между южноамериканскими племенами и майя не было, по крайней мере не обнаружено ничего, что свидетельствовало бы об этом.
На севере майя доплывали до Тампико, где жили племена уастеков, говорившие на диалекте их языка. Оттуда поставлялись битум, которым заделывали щели в лодках и из которого делали ритуальные маски, а также веретённые блоки для изготовления хлопчатобумажных тканей. Месторождения нефти и высокий уровень ремесла позволяли северным соседям майя эффективно торговать.
Есть свидетельства и мореплавания майя в водах Тихого океана, где велась рыбная ловля и ловились скаты. В Тикале, например, обнаружены хвосты скатов, шипы, водоросли, ракушки и другие вещи из западного океана.

## Изготовление лодок
Чтобы изготовить каноэ, майя срубали кедр и из ствола вытёсывали лодку, что позволяло делать её в длину до 25 м. Нос и корма были подняты относительно остальной части судна. У майя были свои судостроительные центры. Деревья туда доставляли из леса, привязав их верёвками к бревенчатым каткам. Тащили же саму конструкцию рабочие. Одно из деревообрабатывающих предприятий находилось в городе Бакт-Цоц к западу от мыса Каточе. Построенные здесь каноэ широко использовались в солевой торговле на Экабе.
Один из «корабельных лесов» майя находился в районе Уямиль возле озера Балакар. Рядом, в Мацанхо, ремесленники специализировались на лодках для плавания в прибрежных морских водах.

## История
В 400—800 гг. важным морским центром была бухта Четумаль, которая связывала города внутри материка (например, Тикаль) с внешним морем. Севернее, в бухте Цамабак, собирался флот для торговли с Гондурасом и другими южными регионами.
Вдоль карибского побережья на Юкатане, в Кинтана-Роо, в Нито, в Нако и вдоль побережья Гондураса у майя было большое количество торговых точек, где активно продавались и покупались птицы, перья, соль и ачиоте. На рынках Никарагуа активно ходило золото. После 900 года майя расширили торговую зону на юг до Панамы, и оттуда в их земли потекло золото, бывшее на юге распространённым товаром. Это говорит о развитии там горнодобывающего дела. В панамском районе Кокле велась обработка золота и торговля с племенами чибча из колумбийских гор, которые добывали изумруды в Мусо и Чиморе — единственном источнике «зелёного камня» на всём континенте того времени.
Немаловажную роль как торговый путь играла река Сан-Педро-Мартир, которую стремились взять под контроль цари Канульского царства. Поэтому царство Сан-Никте, через земли которого протекала река, как правило, было вассалом Канульского царства. Таким образом контроль над мелким царством обеспечивал Канульскому царству контроль и над рекой, что приносило ему немалую прибыль.
Согласно гипотезе исследователя Эрика Томпсона, в древности существовал морской торговый путь вдоль всего Юкатана. Западным его концом был Шикаланго, восточным — южная часть Гондурасского залива. Частично это подтверждается археологическими находками.
30 июля 1502 года Христофор Колумб при высадке на острове Гуанаха недалеко от побережья Гондураса обнаружил майяский флот. Каноэ было шириной в 2,5 м, длиной с античную галеру, а сидело там 25 индейских гребцов. Нагружено судно было какао, мёдом, колокольчиками, кремниевыми мечами и хлопчатобумажными тканями. Товары были привезены с материка, до которого порядка 35 км.
К 1511 году, когда в регионе появились испанцы, торговые центры сдвинулись на север, к городу Тулум. Сакбе от него шло к Шельхе, а оттуда — в Кобу и далее в Чичен-Ицу и вглубь материка.
Вскоре испанские путешествия в регион продолжились, и во многих заметках упоминались каноэ, вмещавшие до сорока человек. В 1542 году конкистадоры взяли в осаду Омоа, торговую колонию в Гондурасе. Пройдя 400 км по морю, их атаковали более пятисот боевых лодок. В других заметках отмечалось, что у майя было активное водное сообщение между Табаско и Панамой.